# Lamborghini LM002
Lamborghini LM002 – samochód terenowy klasy wyższej produkowany przez włoską markę Lamborghini w latach 1986 – 1993.

## Historia i opis modelu

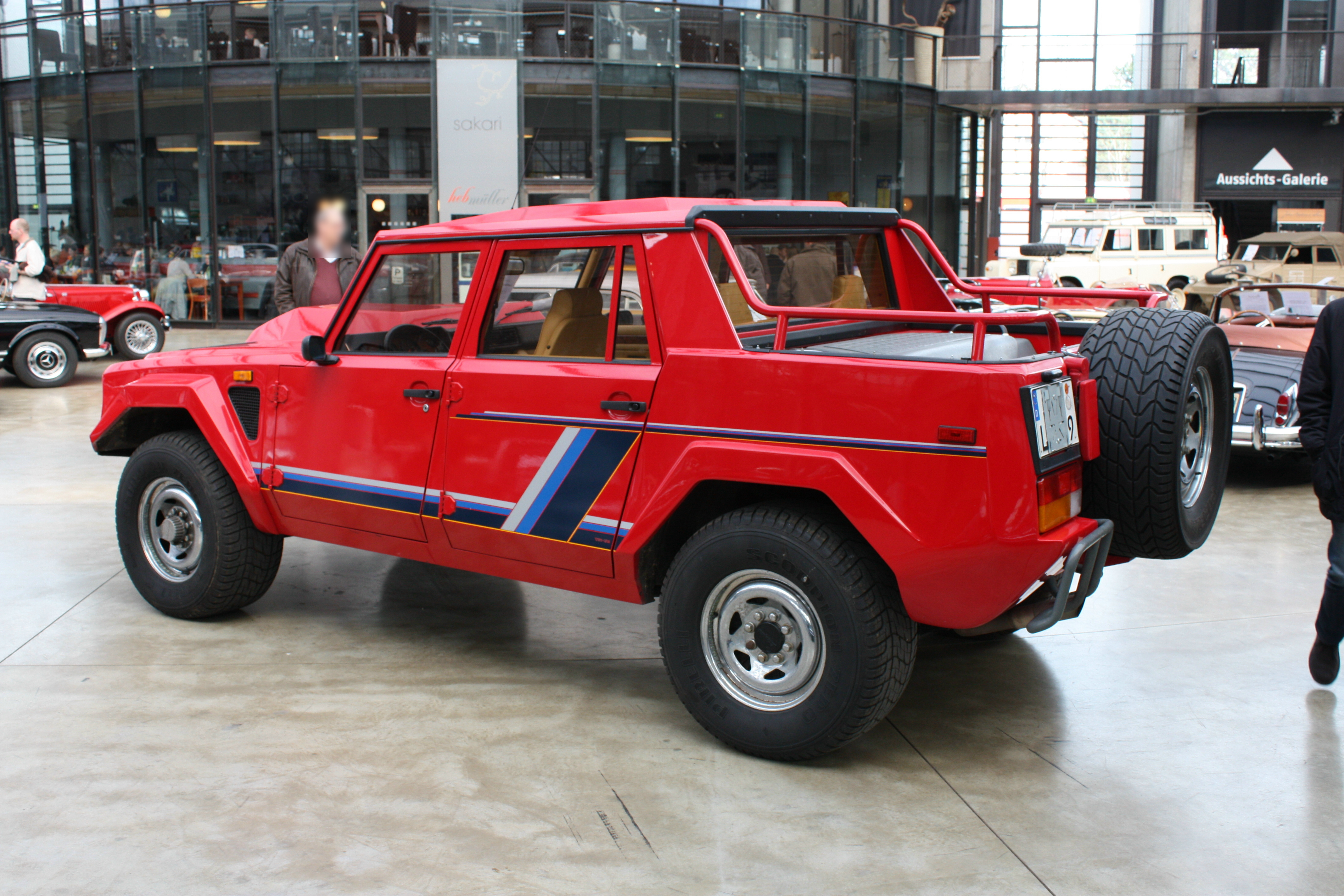
Lamborghini LM 002 – tył

Lamborghini zbudowało swój pierwszy samochód dla wojska w 1977 roku, został on ochrzczony „Cheetah”. Skonstruowano ten model z myślą o jego sprzedaży dla US Armed Forces. Początkowo prototyp Cheetah miał zamontowany z tyłu pojazdu silnik V8 od Chryslera. Prototyp został zniszczony podczas testowania go przez US Army. Zmusiło to Lamborghini do zbudowania nowego samochodu. Tak powstał model LM001 (LM od Lamborghini Militari), bardzo podobny do prototypu Cheetah, lecz z silnikiem V8 od AMC.
Silnik spalinowy zamontowany z tyłu pojazdu sprawiał wiele problemów w prowadzeniu samochodu po bezdrożach, skonstruowano więc model LM002 z całkowicie nowym podwoziem oraz silnikiem zamontowanym nad przednią osią (nie jest to jednostka V8 lecz już silnik V12 znany z modelu Lamborghini Countach). Po wielu testach rozpoczęto produkcję modelu LM002.
Modele cywilne były luksusowo wyposażone, wnętrze było pokryte skórą, drewnem, posiadały elektrycznie sterowane przyciemniane szyby oraz dobrej jakości zestaw audio. Lamborghini zleciło firmie Pirelli skonstruowanie odpowiednich opon do tego modelu.
Wojskowa wersja pozbawiona została luksusowego wyposażenia, znalazło się w niej natomiast miejsce na zamontowanie karabinu maszynowego. Samochód cieszył się powodzeniem wśród wojsk państw Bliskiego Wschodu.
W 1988 roku Lamborghini zleciła grupie inżynierów przygotowanie modelu LM002 do udziału w Rajdzie Paryż-Dakar. Samochód został pozbawiony wszelkich zbędnych do jazdy rzeczy aby zmniejszyć jego masę, wzmocniono i ulepszono zawieszenie, silnik został poddany wielu modyfikacjom po czym jego moc wynosiła 600 koni mechanicznych. Z powodu braku pieniędzy samochód nie zdążył wziąć udziału w Rajdzie Paryż-Dakar, startował jednak z powodzeniem w innych rajdach.
Wyprodukowano 301 pojazdów. 

### Dane techniczne
| Lamborghini          | LM002                           |
| -------------------- | ------------------------------- |
| Lata produkcji:      | 1986-1993                       |
| Liczba:              | 301 sztuk                       |
| Cena nowego auta:    | 134500 USD                      |
| Silnik:              | V12 24v, klasycznie             |
| Pojemność:           | 5167 cm³                        |
| Moc:                 | 335 kW / 450 KM @ 6800 obr./min |
| Max. moment obr:     | 501 Nm @ 4500 obr./min          |
| 0 – 100 km/h:        | 7.8 s.                          |
| Prędkość maksymalna: | 195 km/h                        |
| 100 – 0 km/h:        | 45,0 m                          |
| Średnie spalanie:    | 30.8 L / 100 km                 |
| Zbiornik paliwa:     | 290 L                           |
| Opony:               | 325/65 VR 17-11J                |
| Masa:                | 2700 kg                         |